# Saison 2 de Maison close
Chronologie
Saison 1
Cette page présente la liste des épisodes de la deuxième saison de la série télévisée Maison close.

## Distribution

### Acteurs principaux
- Anne Charrier : Véra
- Valérie Karsenti : Hortense Gaillac
- Jemima West : Rosalie Tranier, dite Rose
- Catherine Hosmalin : Marguerite Fourchon
- Clémence Bretécher : Valentine
- Deborah Grall : Bertha
- Blandine Bellavoir : Angèle

### Acteurs récurrents
- Sébastien Libessart : commissaire principal Torcy
- Dany Veríssimo-Petit : Camélia
- Fatou N'Diaye : Pauline
- Michaël Abiteboul : Kertel
- Susana Blazer : Zoe
- Michaël Cohen : Louis Mosca
- Martin Loizillon : Bak
- Elmano Sancho : Delvaux
- Sophie-Charlotte Husson : Joséphine
- Francis Seleck : Bayle
- Sylvain Rougerie : Lubeck
- Afonso Lagarto : Themier le Borgne
- Aurélien Wiik : Adrien, le médecin
- Jean-Marie Frin : Angélus

## Épisodes
| № | #  | Titre     | Réalisation       | Scénario                           | Première diffusion |
| --- | -- | --------- | ----------------- | ---------------------------------- | ------------------ |
| 1 | 9  | Épisode 1 | Mabrouk El Mechri | Cécile Ducrocq et Franck Philippon | 4 février 2013     |
| Depuis un an, le Paradis est géré par les filles qui doivent faire face à des problèmes budgétaires. Le nouveau président de la République fraîchement élu, Mac Mahon, prône le retour à l'ordre moral et le commissaire Torcy se donne totalement dans sa mission. Véra doit s'occuper de sa fille car sa sœur est internée pour hystérie. Elle se présente comme sa tante. Rose sort de prison après avoir émasculé son logeur et rend visite au Paradis.                                                                                         |    |           |                   |                                    |                    |
| 2 | 10 | Épisode 2 | Mabrouk El Mechri | Cécile Ducrocq et Franck Philippon | 4 février 2013     |
| Face aux contrôles incessants du divisionnaire Torcy et aux difficultés financières du Paradis, un nouveau client, Louis Mosca, propose de gérer l'établissement et de protéger les filles. Devant l'engouement de ces dernières, Hortense cède. La police, connaissant les agissements frauduleux de Mosca, propose un chantage à Véra : elle renseigne sur les affaires de Mosca et sa fiche de prostituée lui sera ôtée. Mosca se montre être un protecteur généreux mais sévère, n'hésitant pas à brutaliser quiconque menaçant son entreprise. |    |           |                   |                                    |                    |
| 3 | 11 | Épisode 3 | Mabrouk El Mechri | Cécile Ducrocq et Franck Philippon | 11 février 2013    |
| Mosca fait affaire avec un rabatteur du nom d'Antonetti qui cherche des filles à acheter pour une maison close en Argentine. Le voyou recueille donc au Paradis des filles qui tapinent sur le trottoir et dont le souteneur a été assassiné, et Hortense se charge de les former. Torcy continue sa pression sur le Paradis. |    |           |                   |                                    |                    |
| 4 | 12 | Épisode 4 | Mabrouk El Mechri | Cécile Ducrocq et Franck Philippon | 11 février 2013    |
| Mosca décide de garder les filles et de devenir leur protecteur quelque temps. Hortense comprend que Rose a influencé Mosca et demande à Torcy de la laisser s'occuper du voyou et des « insoumises ». Véra révèle à sa fille sa vraie vie. |    |           |                   |                                    |                    |
| 5 | 13 | Épisode 5 | Jérôme Cornuau    | Cécile Ducrocq et Franck Philippon | 18 février 2013    |
| Afin d'intimider Mosca, le souteneur du quartier de Pigalle, Paul le Boucher, prend d'assaut le Paradis avec ses hommes de main. Ils terrorisent les filles et Kertel en attendant le retour de Mosca. |    |           |                   |                                    |                    |
| 6 | 14 | Épisode 6 | Jérôme Cornuau    | Cécile Ducrocq et Franck Philippon | 18 février 2013    |
| Mosca a éliminé Paul le Boucher et le Paradis pleure la mort de Valentine. Torcy propose à Mosca de le renseigner sur les clients qui fréquentent son établissement en échange d'une plus grande souplesse policière mais le voyou refuse et décide de le contrer. |    |           |                   |                                    |                    |
| 7 | 15 | Épisode 7 | Jérôme Cornuau    | Cécile Ducrocq et Franck Philippon | 25 février 2013    |
| Mosca découvre que Kertel prend la direction des trottoirs de Pigalle sans son accord. Véra s'allie avec la veuve du député Lubeck pour faire tomber Torcy. Angèle tombe malade et les filles se relaient à son chevet. |    |           |                   |                                    |                    |
| 8 | 16 | Épisode 8 | Jérôme Cornuau    | Cécile Ducrocq et Franck Philippon | 25 février 2013    |
| Mosca décide de voler les souscriptions pour la construction du Sacré-Cœur et de s'enfuir avec Rose, qui apprend sa grossesse. Les filles ont vent de la brutalité de Kertel et Bak envers les insoumises. |    |           |                   |                                    |                    |